# Ronde van de Gila (vrouwen)
De Ronde van de Gila (Engels: Tour of the Gila) is een meerdaagse wielerwedstrijd voor zowel vrouwen als mannen in de Amerikaanse staat New Mexico.

## Geschiedenis
Van 1987 tot 2014 was de vrouwenkoers een nationale wedstrijd, in 2015 kreeg het de internationale UCI 2.2 classificatie. In 1997 vond de vrouwenwedstrijd niet plaats. In 2020 en 2021 werden de koersen vanwege de coronapandemie niet verreden.

## Meervoudige winnaressen
| Overwinningen | Renster           | Jaren                        |
| ------------- | ----------------- | ---------------------------- |
| 5             | Mara Abbott       | 2007, 2013, 2014, 2015, 2016 |
| 4             | Carolyn Donnelly  | 1989, 1990, 1994, 1995       |
| 3             | Geneviève Jeanson | 2001, 2002, 2003             |
| 3             | Kristin Armstrong | 2006, 2009, 2012             |
| 2             | Kimberly Bruckner | 1999, 2005                   |
| 2             | Lauren Stephens   | 2024, 2025                   |

## Overwinningen per land
| Overwinningen | Land                         |
| ------------- | ---------------------------- |
| 29            | Verenigde Staten             |
| 4             | Canada                       |
| 1             | Frankrijk, Israël, Australië |